# 10404 McCall
10404 McCall (1997 WP14) là một tiểu hành tinh vành đai chính được phát hiện ngày 22 tháng 11 năm 1997 bởi Spacewatch ở Kitt Peak.